# Courmayeur
Courmayeur é uma comuna italiana da região do Vale de Aosta com cerca de 2.798 habitantes, que se estende por uma área de 210 km², e tem uma densidade populacional de 13 hab/km².

## Toponímia
Courmayeur (pronúncia francesa: [kuʁmajœʁ]; pronúncia italiana: [kurmaˈjɛr]) deriva do latim Curia maior. A localidade de Entrèves,  significa "entre águas", quer dizer as da Doire de Vény e de Doire de Ferret.

## Geografia
Está situada no sopé do Maciço do Monte Branco e é a maior comuna da região e também a mais alta, 1 224 metros de altitude. Como é habitual a fronteira França-Itália não passa pelo mesmo sítio mesmo se o Tratado de Paris (1947) a definiu claramente como passando passando pelo ponto culminante do Monte Branco.
Devido à sua situação, o turismo é uma das receitas económicas mais importantes, pois que tem estruturas, como Chamonix aliás, que a vivificam de Inverno como de Verão.

## Túnel
O Túnel do Monte Branco liga em apenas 11,6 km as localidades de Chamonix e de Courmayeur, que estão geminadas.

## Comunas limítrofes
- Na  Itália
  - La Salle, La Thuile, Morgex, Pré-Saint-Didier, Saint-Rhémy-en-Bosses
- Na  Suíça
  - Orsières
- Na   França
  -  Saboia

```
 -  
Bourg-Saint-Maurice
```

- -  Alta Saboia   - Chamonix-Mont-Blanc, Les Contamines-Montjoie,  Saint-Gervais-les-Bains

## Demografia
| Variação demográfica do município entre 1861 e 2011                               |
|                                                                                   |
| Fonte: Istituto Nazionale di Statistica (ISTAT) - Elaboração gráfica da Wikipedia |